# Marc L. Greenberg
Marc Leland Greenberg (ur. 9 listopada 1961 w Los Angeles) – amerykański językoznawca, slawista i słowenista, autor pięciu książek naukowych, 43 artykułów naukowych, pięciu artykułów encyklopedycznych oraz ponad 50 innych artykułów i publikacji. Jego działalność naukowa koncentruje się na zagadnieniach dialektologii słowiańskiej i językoznawstwa historycznego, ze szczególnym uwzględnieniem tematyki fonologii historycznej i akcentologii słowiańskiej, zwłaszcza w obrębie języka słoweńskiego i grupy zachodniej języków południowosłowiańskich. W swoim dorobku ma także prace z zakresu socjolingwistyki (historycznej i współczesnej), średniowiecznej poetyki, historii języków słowiańskich, etymologii, kontaktu językowego oraz typologii języków.

## Życiorys
Magisterium w dziedzinie językoznawstwa słowiańskiego uzyskał na Uniwersytecie Chicagowskim (1984). Doktoryzował się w 1990 r. na Uniwersytecie Kalifornijskim w Los Angeles (UCLA), gdzie studiował dialektologię słowiańską i akcentologię historyczną. Jego mentorami i opiekunami naukowymi podczas studiów na UCLA byli Henrik Birnbaum, Pavle Ivić, Ronelle Alexander i Alan Timberlake. Birnbaum i Timberlake byli także promotorami jego pracy doktorskiej poświęconej dialektowi prekmurskiemu języka słoweńskiego pt. A Historical Analysis of the Phonology and Accentuation of the Prekmurje Dialect of Slovene (pol. „Historyczna analiza fonologii i akcentuacji dialektu prekmurskiego języka słoweńskiego”).
W 1990 r. objął stanowisko w katedrze slawistyki na Uniwersytecie Kansas. W 2000 r. został mianowany profesorem zwyczajnym slawistyki. W tym samym roku objął katedrę języków i literatur słowiańskich na tymże uniwersytecie, którą kierował do 2011 r. W 2002 r. gramatyka historyczna języka słoweńskiego jego autorstwa (A Historical Phonology of the Slovene Language, wyd. 2000) otrzymała nagrodę dla „najlepszej książki w kategorii językoznawstwa słowiańskiego” przyznawaną przez American Association of Teachers of Slavic and East European Languages (AATSEEL), amerykańską organizację założoną w 1941 r. i zrzeszającą slawistów. W 2017 r. został wybrany członkiem korespondentem Słoweńskiej Akademii Nauki i Sztuki. Jako pierwsza w historii osoba spoza Słowenii, w 2019 r. otrzymał prestiżową nagrodę Ambasadora Nauki przyznawaną przez Ministerstwo Edukacji, Nauki i Sportu Rządu Słowenii w uznaniu za jego zasługi dla językoznawstwa słoweńskiego oraz na rzecz promocji języka słoweńskiego. Tego samego roku jego dorobek naukowy został uhonorowany w postaci tzw. Festschriftu (okolicznościowej publikacji w formie artykułów i publikacji naukowych napisanych na cześć jubilata, często zbliżonych w tematyce lub zakresie do zainteresowań naukowych samego jubilata) zatytułowanego V Zeleni Drželi Zeleni Breg: Studies In Honor Of Marc L. Greenberg (wyd. Slavica Publishers).
W latach 1997–2011 współredagował (z Marko Snojem) czasopismo naukowe Slovenski jezik / Slovene Linguistics Studies, a w latach 2008–2016 redagował czasopismo naukowe Slavia Centralis. Jest także członkiem zespołów redakcyjnych czasopism Lingua Montenegrina (wyd. w Cetynii), Književni jezik (wyd. w Sarajewie), Naučnaja periodika: problemi i rešenija (wyd. w Moskwie), Voprosy onomastiki (wyd. w Moskwie i Jekaterynburgu), Croatica et Slavica Iadertina (wyd. w Zadarze) oraz Proglas (wyd. w Wielkim Tyrnowie). Swoje artykuły naukowe publikował w takich czasopismach naukowych jak m.in. Journal of Slavic Linguistics, Die Welt der Slaven, International Journal of Slavic Linguistics and Poetics, Voprosy jazykoznanija, Slovenski jezik / Slovene Linguistic Studies, Journal of the Society for Slovene Studies, Jezikoslovni zapiski i Zgodovinski časopis / Historical Review.
Od 2016 r. jest redaktorem naczelnym Encyklopedii języków i językoznawstwa słowiańskiego (ang. Encyclopedia of Slavic Languages and Linguistics), wydawanej nakładem Brill Publishers i redagowanej przez zespół redaktorski w składzie: Lenore A. Grenoble (redaktor generalny, Uniwersytet Chicagowski), Stephen Dickey (redaktor, Uniwersytet Kansas), Masako Ueda Fidler (redaktor, Uniwersytet Browna), René Genis (redaktor, Uniwersytet Amsterdamski), Marek Łaziński (redaktor, Uniwersytet Warszawski), Michaił Osłon (Instytut Języka Polskiego PAN), Anita Peti-Stantić (redaktor, Uniwersytet w Zagrzebiu), Björn Wiemer (redaktor, Uniwersytet Johannesa Gutenberga w Moguncji), Nadežda V. Zorixina-Nilsson (redaktor, Uniwersytet Sztokholmski). Pierwsza seria artykułów (ok. 60) Encyklopedii ukazała się w wersji internetowej w kwietniu 2020 r. i zawiera artykuły poświęcone m.in. językowi polskiemu (której autorem jest jeden z redaktorów publikacji, Marek Łaziński, prof. Uniwersytetu Warszawskiego), dialektowi południowokresowemu języka polskiego i językowi kaszubskiemu. Cała Encyklopedia będzie stopniowo publikowana w wersji internetowej i ma zawierać ok. 400 artykułów autorstwa slawistów z całego świata. Po publikacji wszystkich artykułów w wersji internetowej planowana jest także publikacja Encyklopedii w wersji papierowej.

## Wybrane publikacje
- The Sociolinguistics of Slovene (red., 1997)
- A Historical Phonology of the Slovene Language (2000)
- Zgodovinsko glasoslovje slovenskega jezika (2002, tłumaczenie A Historical Phonology of the Slovene Language na j. słoweński)
- Short Slovene Reference Grammar. Reference Grammar Network (2006)
- A Short Reference Grammar of Slovene (2008)
- Encyclopedia of Slavic Languages and Linguistics (red., 2020–obecnie)